# La Flèche Wallonne 2015
La Flèche Wallonne 2015 var den 79. udgave af cykelløbet La Flèche Wallonne og var det tolvte arrangement på UCI's World Tour-kalender i 2015. Det blev arrangeret 22. april 2015. Løbet blev vundet af Alejandro Valverde for anden gang i træk og tredje gang i karrieren.

## Hold og ryttere
| UCI WorldTeams (17)- AG2R La Mondiale - Astana - BMC Racing Team - Cannondale-Garmin - Etixx-Quick Step - FDJ - Giant-Alpecin - IAM Cycling - Katusha - Lampre-Merida - Lotto NL-Jumbo - Lotto-Soudal - Movistar Team - Orica-GreenEDGE - Sky - Tinkoff-Saxo - Trek Factory Racing UCI Professionelle kontinentalthold (8)- Bretagne-Séché Environnement - Cofidis, Solutions Crédits - Europcar - MTN-Qhubeka - Roompot Oranje Peloton - Topsport Vlaanderen-Baloise - UnitedHealthcare - Wanty-Groupe Gobert |
| |

### Danske ryttere
- Michael Valgren kørte for Tinkoff-Saxo
- Chris Anker Sørensen kørte for Tinkoff-Saxo
- Jakob Fuglsang kørte for Astana Pro Team

## Resultater
| Nr.                    | Rytter                   | Hold                   | Tid     |
| ---------------------- | ------------------------ | ---------------------- | ------- |
| 1                      | Alejandro Valverde (ESP) | Movistar Team          | 5:08.22 |
| 2                      | Julian Alaphilippe (FRA) | Etixx-Quick Step       | + 0.00  |
| 3                      | Michael Albasini (SUI)   | Orica-GreenEDGE        | + 0.00  |
| 4                      | Joaquim Rodríguez (ESP)  | Team Katusha           | + 0.00  |
| 5                      | Daniel Moreno (ESP)      | Team Katusha           | + 0.00  |
| 6                      | Alexis Vuillermoz (FRA)  | Ag2r-La Mondiale       | + 0.00  |
| 7                      | Sergio Henao (COL)       | Team Sky               | + 0.00  |
| 8                      | Jakob Fuglsang (DEN)     | Astana Pro Team        | + 0.00  |
| 9                      | Tom-Jelte Slagter (NED)  | Team Cannondale-Garmin | + 0.00  |
| 10                     | Wilco Kelderman (NED)    | Team LottoNL-Jumbo     | + 0.00  |
| Kilde: ProCyclingStats |                          |                        |         |